# Třída Virginia (1972)
Třída Virginia byla lodní třída raketových křižníků Námořnictva Spojených států amerických s jaderným pohonem. Celkem byly postaveny čtyři jednotky této třídy. Jejich hlavním úkolem byl doprovod a protivzdušná obrana svazů letadlových lodí. V operační službě byly v letech 1976–1998. Po jejich vyřazení si americké námořnictvo ponechalo pouze provozně méně nákladné konvenční křižníky třídy Ticonderoga.

## Stavba
Americká loděnice Newport News Shipbuilding & Dry Dock Company postavila v letech 1972–1980 celkem čtyři křižníky této třídy.
Jednotky třídy Virginia:
| Jméno                    | Založení kýlu  | Spuštěna na vodu  | Vstup do služby | Osud    |
| ------------------------ | -------------- | ----------------- | --------------- | ------- |
| USS Virginia (CGN-38)    | 19. srpna 1972 | 14. prosince 1974 | 11. září 1976   | vyřazen |
| USS Texas (CGN-39)       | 18. srpna 1973 | 9. srpna 1975     | 10. září 1977   | vyřazen |
| USS Mississippi (CGN-40) | 22. února 1975 | 31. července 1975 | 5. srpna 1978   | vyřazen |
| USS Arkansas (CGN-41)    | 17. ledna 1977 | 21. října 1978    | 18. října 1980  | vyřazen |

## Konstrukce

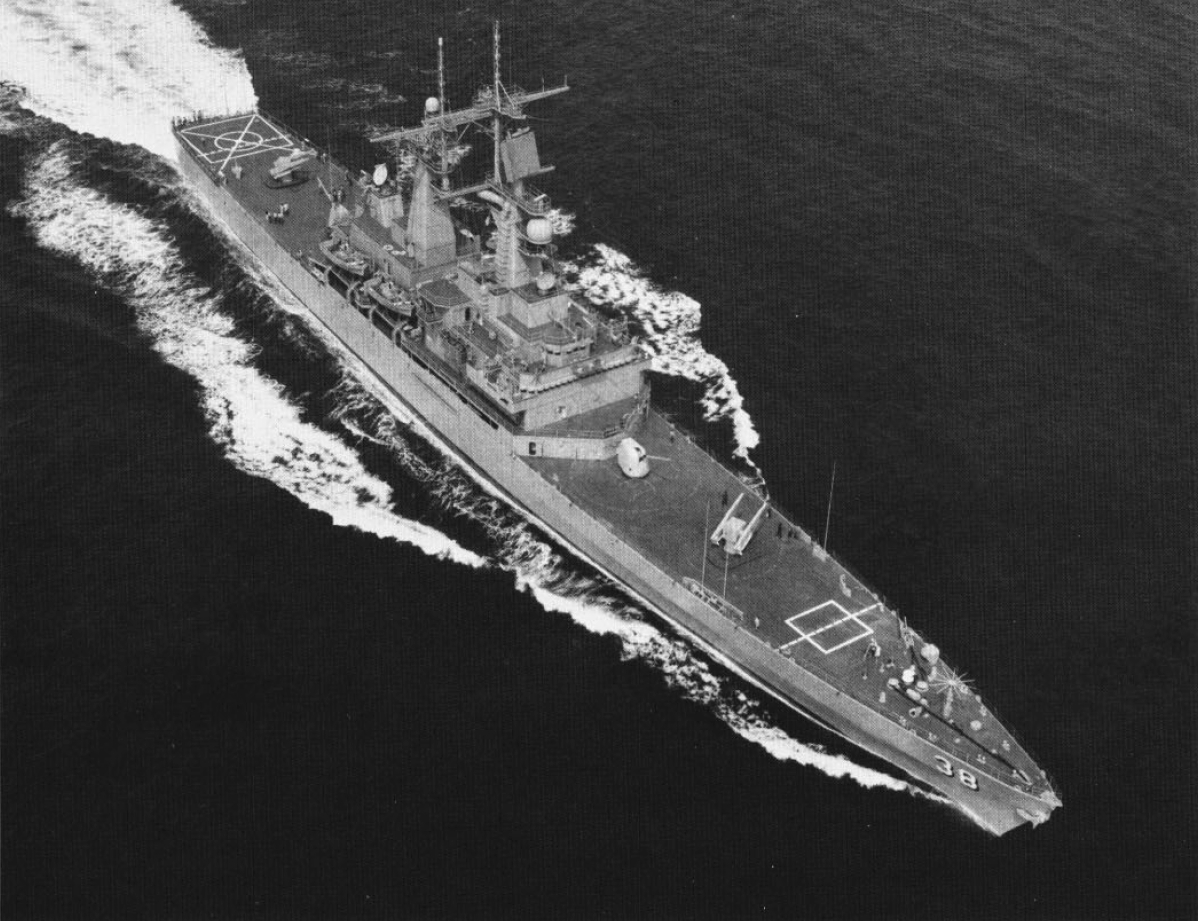
USS Virginia v roce 1984

Konstrukčně navazovaly na předchozí třídu California. Po dokončení byla výzbroj následující. Hlavňovou výzbroj tvořily dva 127mm kanóny ve věžích na přídi a zádi. Před a za nástavbou byla také umístěna dvojitá odpalovací zařízení Mk 26, ze kterých byly vypouštěny protiletadlové řízené střely Standard SM-1MR či raketová torpéda ASROC. Protiponorkovou výzbroj doplňovaly dva tříhlavňové 324mm torpédomety a palubní protiponorkový vrtulník SH-2 Seasprite systému LAMPS I (Light Airborne Multi-Purpose System).
Lodě byly vybaveny podpalubním hangárem – vrtulník přistával na plošině, která byla zároveň výtahem. Plošina poté klesla i s vrtulníkem do podpalubí a nad ní se zavřela vrata. Systém se ovšem v praxi neosvědčil a později již lodě vrtulníky nenesly.

### Modernizace

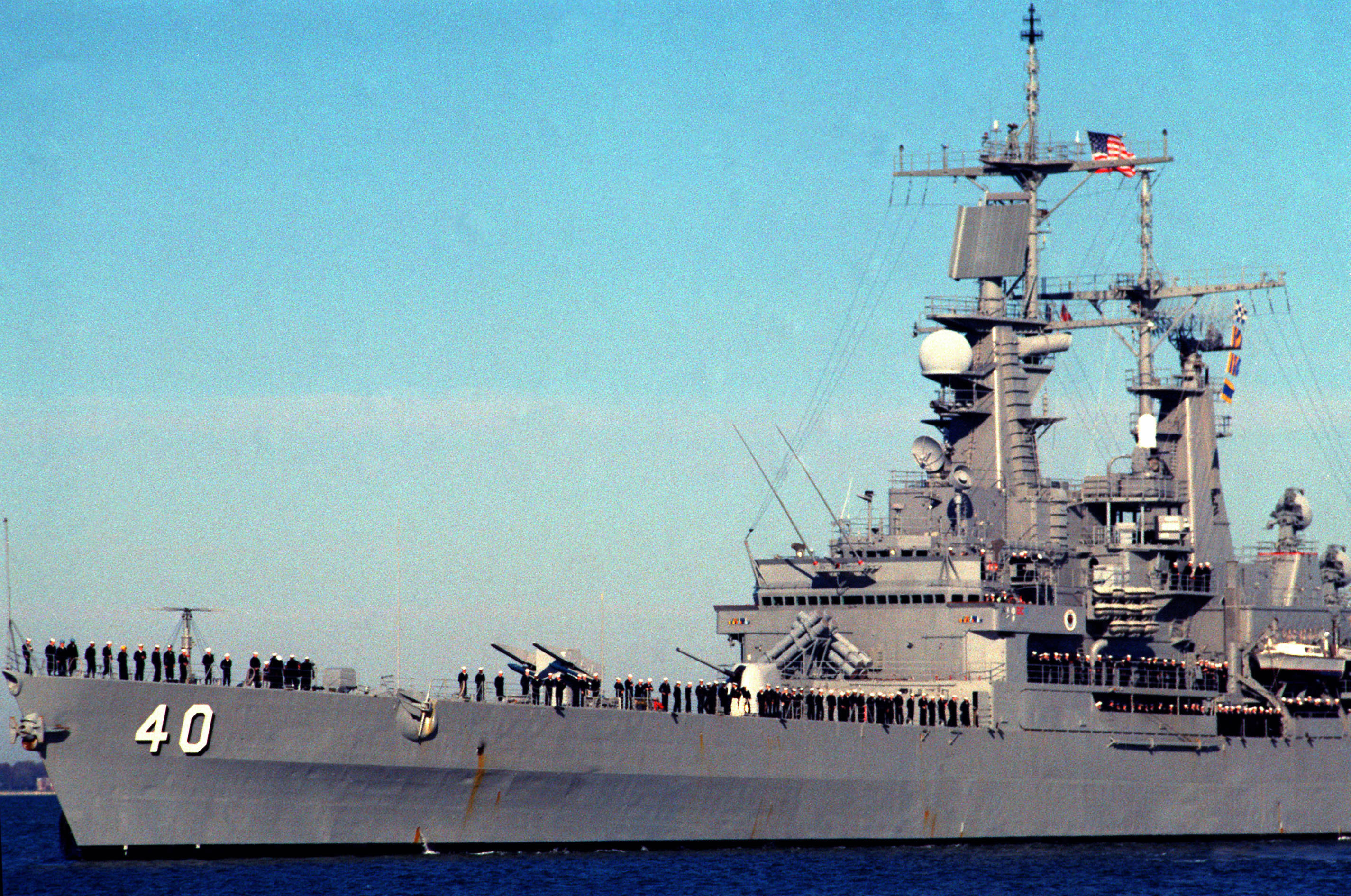
Příď křižníku USS Mississippi. Mezi dělovou věží a můstkem jsou vidět protilodní střely Harpoon.

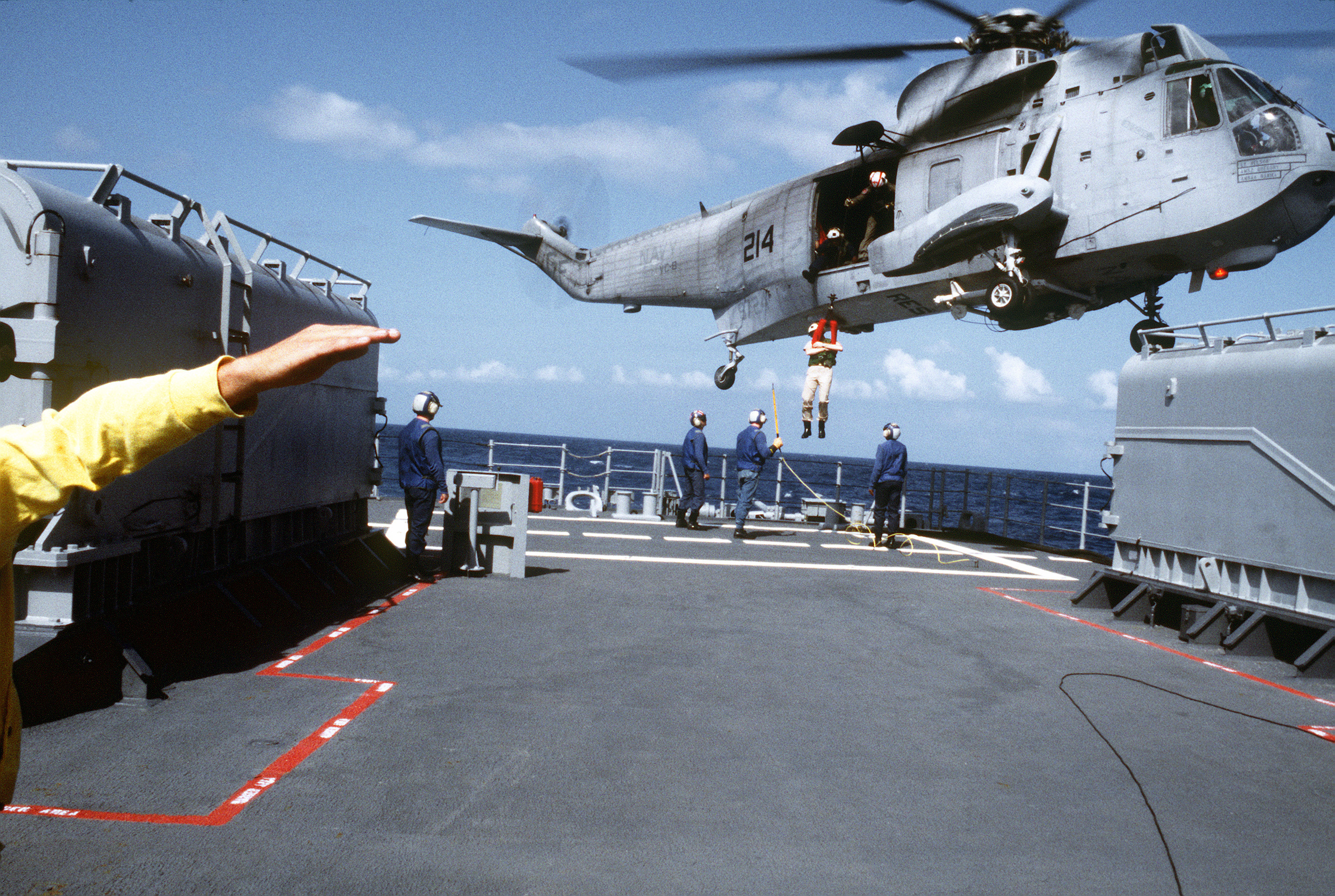
Vrtulník vyzvedává muže z paluby USS Mississippi. Prostor omezují dva rozměrné kontejnery střel Tomahawk.

V 80. letech byla výzbroj rozšířena - před nástavbou se objevily dva čtyřnásobné kontejnery protilodních střel RGM-84 Harpoon, na zádi byly (na přistávací plošině pro vrtulníky) instalovány dva čtyřnásobné kontejnery střel s plochou dráhou letu BGM-109 Tomahawk, lodě dostaly též dva 20mm kanónové systémy blízké obrany Phalanx a čtyři 12,7mm kulomety. Používána byla rovněž modernější verze protiletadlových řízených střel Standard SM-2MR.
Pohonný systém byl shodný s třídou California. Tvořily ho dva jaderné reaktory D2G firmy General Electric a dvě turbíny. Lodní šrouby byly dva. Nejvyšší rychlost dosahovala 30 uzlů.

## Vyřazení
Na konci 80. let byla zvažována rozsáhlá modernizace všech čtyř lodí, zahrnující například instalací nejmodernějšího zbraňového systému Aegis, radaru SPY-1B a výzbroje soustředěné do vertikálních vypouštěcích sil (VLS). Nákladnost přestavby a provozu lodí s jaderným pohonem však vedla k tomu, že je námořnictvo raději nechalo sešrotovat a ponechalo si pouze modernější a konvenčně poháněné lodě třídy Ticonderoga. Jako poslední byl roku 1998 vyřazen Arkansas. Celá třída přitom nebyla ani v polovině plánované čtyřicetileté životnosti.